# Kremenchuk
Kremenchuk (en ucraniano: Кременчу́к, pronunciado [kremenˈtʃuk]) es una ciudad industrial del óblast de Poltava, en Ucrania. Se encuentra surcada por el río Dniéper, a 93 km al sudoeste de Poltava. Es el centro administrativo del raión homónimo.

## Historia

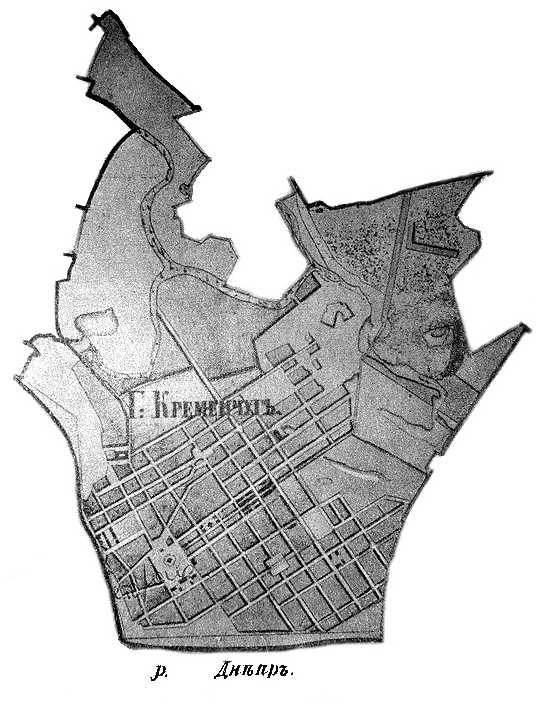
Mapa de la ciudad de finales del.

En el territorio que ocupa la ciudad de Kremenchuk se han encontrado huellas de haber sido habitado desde el siglo V a. C. La fecha exacta de la fundación de Kremenchuk se desconoce. En un documento polaco del año 1571, el rey de Polonia Segismundo II decide la construcción de un fuerte en el emplazamiento de la ciudad actual, con el fin de defender la frontera oriental del dominio de influencia polaco contra los tártaros. Es posible que la fortaleza no se construyera hasta 1596. Después de que los cosacos tomaran control de la ciudad mediante el tratado de Kurukove en 1625 (firmado en el lago del mismo nombre cerca de la ciudad), la fortaleza fue ampliada en 1635 según los planos del ingeniero francés Guillaume Levasseur de Bonplan. 
Situada en un extremo de la parte navegable del Dniéper, Kremenchuk representaba una importante posición favorable como cruce de caminos entre Moscovia y el mar Negro. De este modo, adquirió una gran importancia comercial convirtiéndose para mediados del siglo XVII en una próspera ciudad cosaca. En el siglo XVIII, la ciudad, que se encontraba en la zona fronteriza entre Polonia y el Janato de Crimea (sometido al Imperio otomano), recibe crecientemente la influencia del Imperio ruso, en expansión hacia el sur. Entre 1765 y 1789, la ciudad fue anexionada a la provincia de Nueva Rusia, y desde 1784, a la de Dnipropetrovsk. Durante la guerra ruso-turca (1787-1792), Kremenchuk fue un punto de apoyo importante para el ejército ruso, pese a lo que a finales de siglo perdería importancia política al ser relegada a cabeza de distrito. A partir de 1802, entra en la gobernación de Poltava.
En el campo económico, por el contrario, la ciudad conoce entonces un fuerte crecimiento de las actividades comerciales e industriales, reforzadas por la conexión a la red ferroviaria y la construcción de un puente para el ferrocarril sobre el Dniéper en 1873. En 1897 la ciudad contaba con 63.007 habitantes, de los que cerca de la mitad eran judíos (46.9%), por delante de los ucranianos, que representaban un 30.1%, de los rusos (19.3%), los polacos (1.7%) y los alemanes (0.7%). Durante la Segunda Guerra Mundial, Kremenchuk fue ocupada por la Alemania Nazi desde el 9 de septiembre de 1941 al 29 de septiembre de 1943. Miles de habitantes de la ciudad perecieron durante la ocupación, entre ellos casi la totalidad de los judíos. Más del 90% de los inmuebles y establecimientos fueron destruidos, así como el puente sobre el Dniéper. Después de la guerra y la reconstrucción, la ciudad recuperó su desarrollo industrial.

## Demografía
| Gráfica de evolución de Kremenchuk entre 1859 y |
|                                                 |
| Population statistics.                          |

## Economía, educación y transportes
Económicamente los sectores más importantes para la ciudad son la construcción de automóviles y el procesamiento de petróleo, siendo un puesto importante en la ruta de los oleoductos y gasoductos. Por encima de la ciudad hay una gran presa en el curso del Dniéper, que forma el embalse de Kremenchuk. En la presa hay una central hidroeléctrica y cerca de ésta, una central termoeléctrica. En 2005 la producción de la ciudad representaba el 7% de la economía del país y más del 50% en la del óblast.
Las principales empresas de Kremenchuk son:
- KVSZ o OAO Kriúkovski vagonostroítelnyi zavod (del ruso: ОАО Крюковский вагоностроительный завод): empresa fundada en 1874 que produce diferentes tipos de vagones, contenedores, escaleras mecánicas, etc. Empleaba a 6.800 trabajadores en 2007.[2]
- KrAZ o Kremenchugski avtomobilny zavod (del ruso: Кременчугский автомобильный завод) : principal constructor de camiones Ucrania, hoy asociada a Iveco, una filial de Fiat. Empleaba a 6.650 trabajadores en 2007.[3]

- KrKZ o Kremenchutski koliski zavod (en ucraniano: Кременчуцький Колісний Завод) : fundada en  1961, fabrica ruedas en acero para automóviles y maquinaria agrícola, empleando en 2007 2.980 trabajadores.[4]
- Kredmash o Kremenchugski zavod dorózhnyj mashín (del ruso: Кременчуцький Завод Дopoжныx мaшин): fábrica de maquinaria y equipamientos para obras públicas, empleando a 2800 trabajadores en 2007.[5]
- Ukrnafta : la más importante refinería de petróleo de Ucrania (capacidad: 18 millones de toneladas por año). Empleaba a 4.400 trabajadores en 2007.[6]

Como industria ligera podemos destacar el sector tabacalero, el de confección y el punto, el del procesado de carne y leche.
En Kremenchuk hay dos universidades con unos 16.000 alumnos en total:
- Universidad Politécnica del Estado
- Universidad privada de economía, tecnologías de la información y dirección.

Cerca de la ciudad hay una de las más importantes intersecciones de ferrocarriles y carreteras de Ucrania central, por el puente sobre el Dniéper, así como uno de los puertos fluviales principales del Dniéper, el principal río de Ucrania.

## Galería

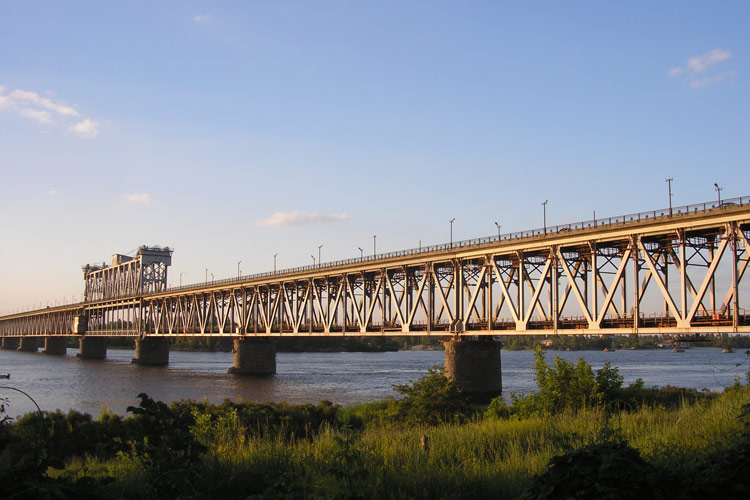
Puente Kriukov sobre el Dniéper, sur de la ciudad
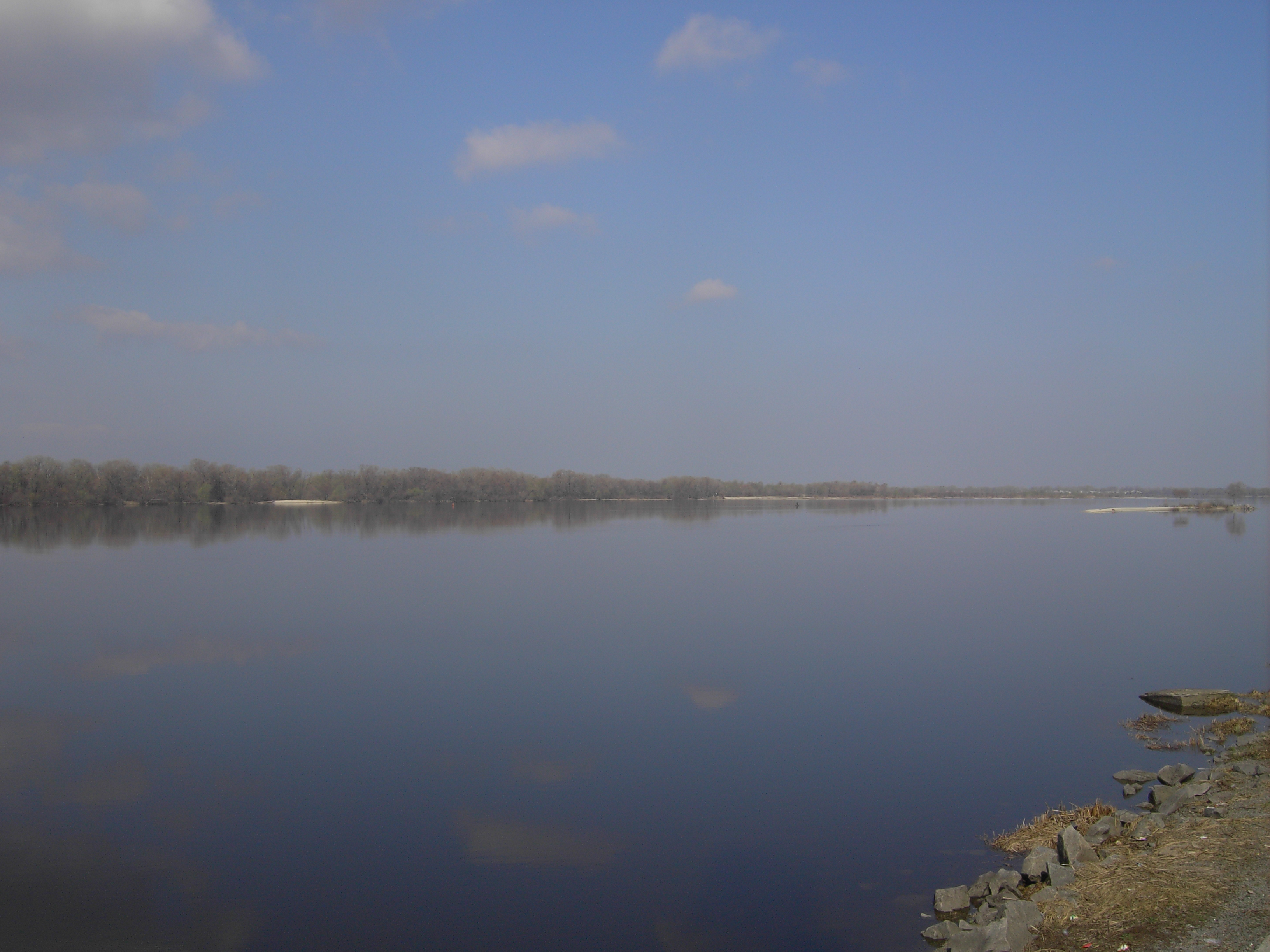
El Dniéper cerca de Kremenchuk
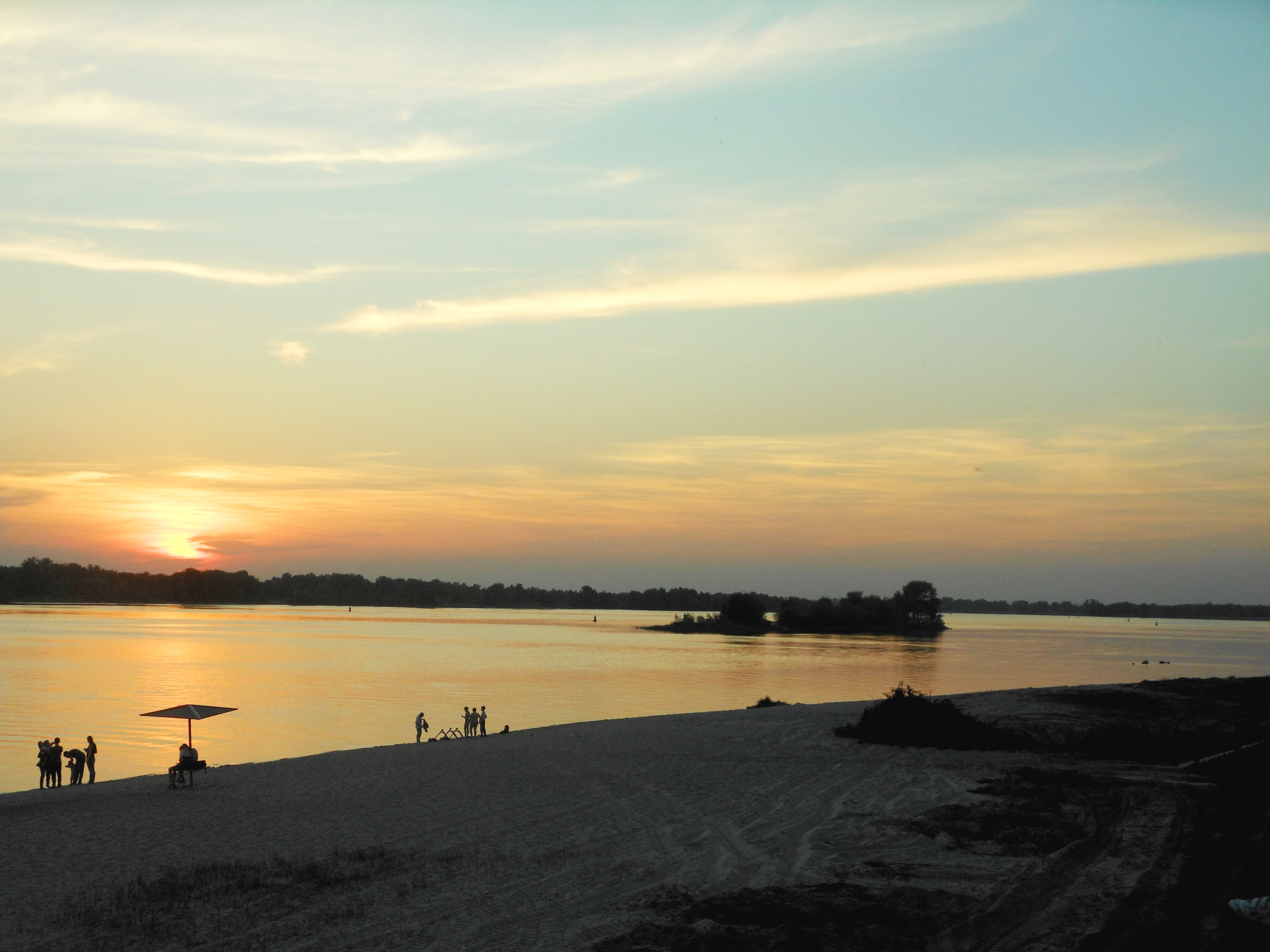
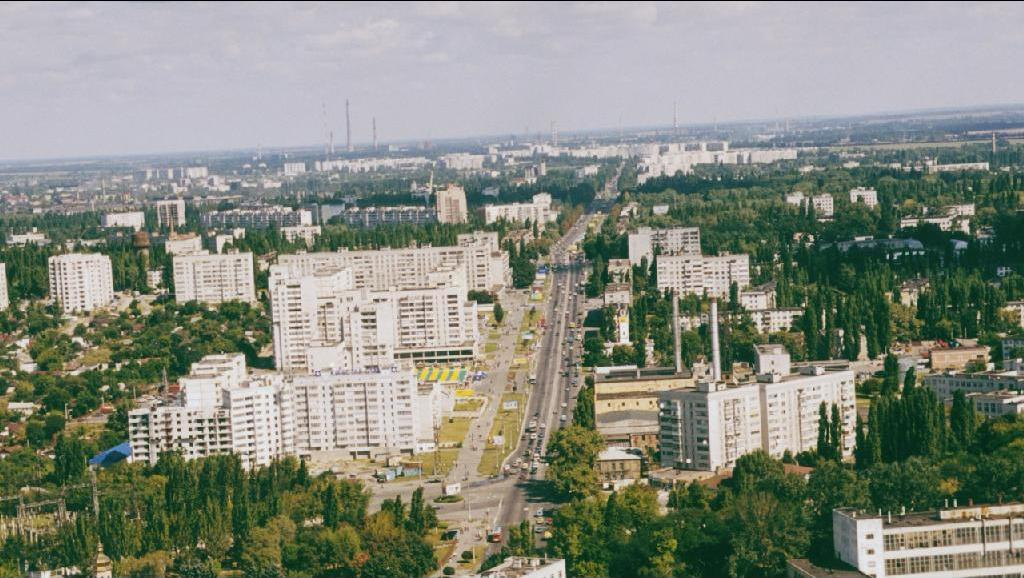
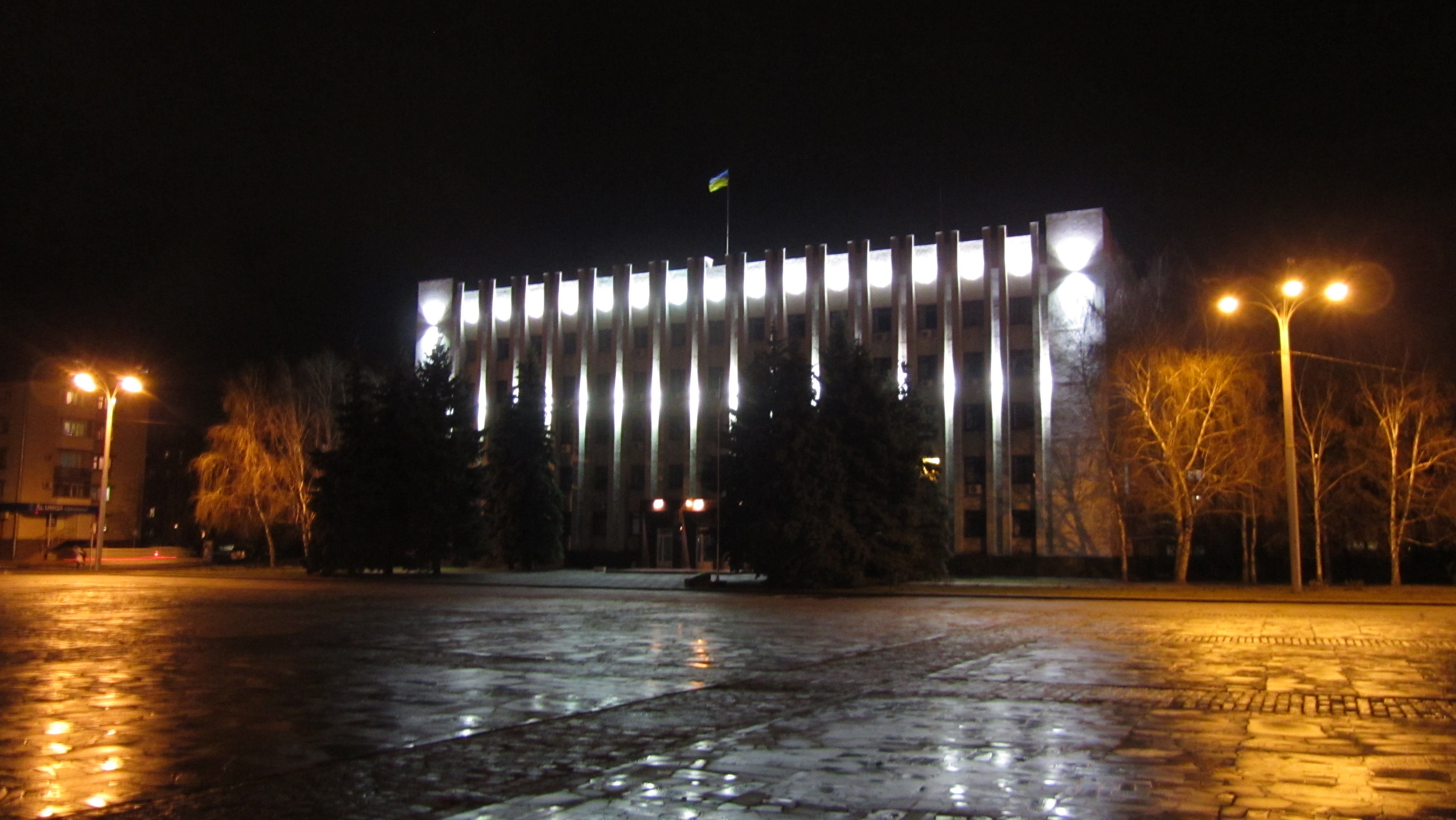

## Personalidades
- Konrad Krzyżanowski, pintor expresionista polaco.
- Leo Ornstein (1892-2002), pianista y compositor.
- Dimitri Tiomkin (1894-1979), compositor.
- Vladímir Kiseliov (1957-2021), atleta.

## Ciudades hermanadas
- Bydgoszcz
- Svishtov
- Bila Tserkva
- Bitola
- Novomoskovsk